# 孔从洲
孔从洲（1906年10月2日—1991年6月7日），生于陕西省西安府长安县灞桥镇（今西安市灞桥区灞桥街道上桥梓口村），中华民国中将副军长、中国人民解放军中将。是孔子家族後人，第二、三届国防委员会委员，第五届全国政协常务委员，第六届全国人大常委会委员。

## 生平
曾祖父由江苏句容迁至西安灞桥，世代务农。谱名祥瀛，外祖父依据孔子“郁郁乎文哉，吾从周”，改为孔从周。孔子七十五代孙。13岁时考入长安县第一高级小学。15岁高小毕业后，考入长安民主中学。入学一年后，因家境衰败而无力就学。1924年，考入靖国军杨虎城部开办的教导队参军。历任排长、连长、营长、团长，参加了北伐战争。1936年任国民革命军第17路军警备第2旅旅长兼城西安防司令。为配合西安事变的行动，指挥所部参加解除南京国民政府驻西安军、警、宪、特武装的行动。
1938年起任国民革命军第四集团军旅长，第55师少将师长、38军中将副军长。1946年5月15日，率部于河南巩县起义，后任西北民主联军第38军军长，同年10月由毛泽东批准加入中国共产党。1947年8月率部随陈（赓）谢（富治）集团南渡黄河，开辟豫陕鄂解放区，参加了解放陕县、灵宝、卢化、陕南等战斗。1948年任豫西军区副司令员。1949年2月任第二野战军特种兵纵队副司令员，参加了渡江战役。
中华人民共和国成立后，任西南军区炮兵司令员、兼第二炮兵学校校长，西南军区军械部部长，高级炮兵学校校长，炮兵工程学院院长。1955年被授予中将军衔，获一级解放勋章。1964年6月-1975年8月任人民解放军炮兵副司令员。1991年6月7日在北京逝世。

## 家庭
其次子孔令华，娶毛泽东女李敏。